# Bombay Bicycle Club
I Bombay Bicycle Club sono una band indie rock londinese formatasi nel 2005.

## Storia del gruppo
La band si è formata nel quartiere di Crouch End, nella parte nord di Londra, ed è composta da Jack Steadman (voce, prima chitarra e occasionalmente basso), Jamie MacColl (chitarra, basso e seconda voce), Sure de Saram (batteria e cori) ed Ed Nash (basso e tastiere). Il nome iniziale del gruppo, composto agli albori dai quindicenni Steadman, MacColl e Saram, era The Canals. Successivamente, una volta cambiato il nome, partecipano al concorso Road to V che vincono. Decidono comunque di realizzare il primo album per un'etichetta piccola, la Mmm. Così nel 2007 esce The boy I used to be, l'EP di debutto. A questo segue un altro EP, How we are.
Il sound ricalca la tradizione indie rock britannica degli anni 2000. Dopo il diploma viene realizzato il loro primo LP, ossia I had the blues but I shook them loose, pubblicato il 6 luglio 2009. Questo album ha raggiunto, dopo soli 12 giorni dalla pubblicazione, la 46ª posizione tra i dischi più venduti della settimana nel Regno Unito.
Il secondo album, Flaws è stato pubblicato il 12 luglio 2010.
Il terzo album, A Different Kind of Fix, è stato pubblicato il 26 agosto 2011 . È stato anticipato di qualche mese dal singolo Shuffle.
Il quarto album So Long, See You Tomorrow a gennaio 2014 è stato anticipato dal singolo Luna.
Nel gennaio 2016 la band annuncia tramite il proprio canale Instagram di non voler più continuare a fare musica insieme dicendo che "dopo 10 anni passati insieme a fare musica,abbiamo pensato che fosse ora per tutti noi di provare qualcosa di nuovo", ciò avrebbe permesso a Jack Steadman e Ed Nash di poter lavorare ai loro progetti da solisti.
Nel gennaio 2019 la band annuncia di aver cessato definitivamente il loro periodo di pausa durato tre anni.
Il 27 agosto 2019 la band rilascia il primo singolo Eat, Sleep, Wake (Nothing but You) che avrebbe anticipato l'uscita del loro quinto album in studio Everything Else Has Gone Wrong, prevista per il 17 gennaio 2020.

## Discografia

### Album
| Anno | Dettagli album | Massima posizione in classifica |
| Anno | Dettagli album | UK                              |
| ---- | --- | ------------------------------- |
| 2009 | I Had the Blues But I Shook Them Loose - Uscita: 6 luglio 2009 - Etichetta: Island Records - Formato: Cd, Download Digitale | 46                              |
| 2010 | Flaws - Uscita: 12 luglio 2010 - Etichetta: Island Records - Formato: Cd, Download Digitale                                 | 8                               |
| 2011 | A Different Kind of Fix - Uscita: 26 agosto 2011 - Etichetta: Island Records - Formato: Cd, Download Digitale               | 6                               |
| 2014 | So Long, See You Tomorrow - Uscita: 3 febbraio 2014 - Etichetta: Island Records - Formato: Cd, Download Digitale            | 1                               |
| 2020 | Everything Else Has Gone Wrong - Uscita: 17 gennaio 2020 - Etichetta: Island Records - Formato: Cd, Download digitale       |                                 |

## Singoli
| 2008                                            | "Evening/Morning"                 | —  | I Had The Blues But I Shook Them Loose |
| 2009                                            | "Always Like This"                | 97 | I Had The Blues But I Shook Them Loose |
| 2009                                            | "Dust on the Ground"              | —  | I Had The Blues But I Shook Them Loose |
| 2009                                            | "Magnet"                          | —  | I Had The Blues But I Shook Them Loose |
| 2009                                            | "Always Like This" (ripubblicato) | —  | I Had The Blues But I Shook Them Loose |
| 2010                                            | "Evening/Morning" (ripubblicato)  | —  | I Had The Blues But I Shook Them Loose |
| 2010                                            | "Ivy & Gold"                      | 98 | Flaws                                  |
| 2010                                            | "Flaws"                           | —  | Flaws                                  |
| "—" indica un singolo non entrato in classifica |                                   |    |                                        |

### EPs
| Data pubblicazione | Nome                 | Lista Tracce                                                 | Formato                                                                       | Etichetta     | Posizione in classifica |
| ------------------ | -------------------- | ------------------------------------------------------------ | ----------------------------------------------------------------------------- | ------------- | ----------------------- |
| 12 febbraio 2007   | The Boy I Used to Be | 01 "The Hill" 02 "Sixteen" 03 "Open House" 04 "Cancel On Me" | - Download digitale - Limited Edition 10" - CD                                | Mmm...Records | N/A                     |
| 29 October 2007    | How We Are           | 01 "How Are You" 02 "Ghost" 03 "Maybe More" 04 "Pedestal"    | - Download digitale (pubblicato il 22 ottobre 2007) - Limited Edition 7" - CD | Mmm...Records | #2 UK Indie Chart       |